# Nodomorphina
Nodomorphina es un género de foraminífero bentónico de la subfamilia Nodosariinae, de la familia Nodosariidae, de la superfamilia Nodosarioidea, del suborden Lagenina y del orden Lagenida. Su especie-tipo es Nodosaria compressiuscula. Su rango cronoestratigráfico abarca el Mioceno.

## Discusión
Nodomorphina ha sido considerado un sinónimo posterior de Amphimorphina.

## Clasificación
Nodomorphina incluye a las siguientes especies:
- Nodomorphina compressiuscula †
- Nodomorphina pulchra †